# Pfarrkirche Wald am Arlberg

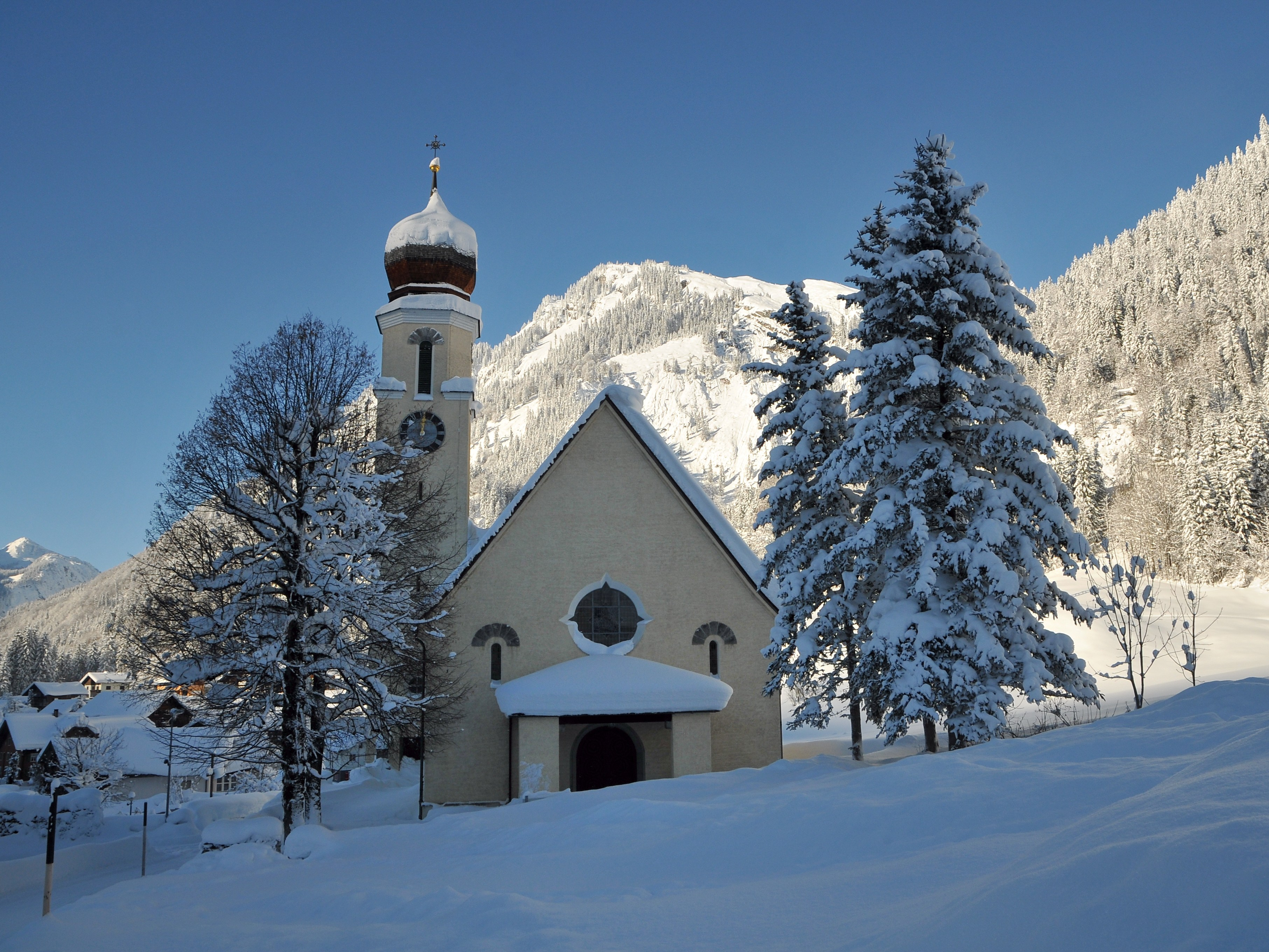
Kath. Pfarrkirche hl. Mutter Anna in Wald am Arlberg

Die römisch-katholische Pfarrkirche Wald am Arlberg steht in Außerwald im Ort Wald am Arlberg in der Gemeinde Dalaas im Klostertal in Vorarlberg. Die Pfarrkirche hl. Mutter Anna gehört zum Dekanat Bludenz-Sonnenberg in der Diözese Feldkirch. Die Kirche steht mit dem ehemaligen Friedhof unter Denkmalschutz.

## Geschichte
1728 wurde eine Annenkapelle erbaut. Die Filiale von Dalaas wurde 1737 Expositur und 1941 zur Pfarrkirche erhoben. Der Neubau der Kirche erfolgte 1930/1931 nach den Plänen des Architekten Willi Braun, 1932 wurde sie geweiht.

## Architektur
Das Langhaus und der Chor – nach Westen orientiert – stehen unter einem gemeinsamen Satteldach von einer Mauer umgeben parallel zur Dorfstraße. Südlich der Kirche und auf der anderen Seite der Dorfstraße wurde der neue Friedhof angelegt.

## Ausstattung
Den Hochaltar nach einem Plan des Malers Anton Jehly schuf Georg Bachmann (1926). In der hohen Zone des Tabernakels befinden sich Reliefs, links das Opfer Melchisedechs und rechts „Moses schlägt Wasser aus dem Felsen“. In der Tabernakelnische ist ein Kruzifix mit zwei seitlichen leuchtertragenden Engeln. Das Altarbild Mutter Anna mit Maria malte Franz Bertle (1870) nach einer Vorlage von Melchior Paul von Deschwanden. Die seitlichen Figuren Engel mit Fruchtgirlanden schuf Georg Bachmann.
Die Orgel der Gebrüder Mayer wurde 1967 aufgestellt. Sie hat 14 Register auf zwei Manualen und Pedal. 2016 führte der Betrieb Walter Vonbank Orgelbau eine Ausreinigung, Reparatur und Holzwurmbehandlung durch.
Das vierstimmige Stahl-Glockengeläut mit der Stimmung g′ b′ es″ und g″ stammt aus der Vorgängerkirche und wurde 1918 von der Fa. Böhler in Kapfenberg gegossen.